# Повіт Кіта-Кацусіка
Пові́т Кіта́-Кацу́сіка (яп. 北葛飾郡, きたかつしかぐん, МФА: [kʲita kat͡su̥ɕika guɴ]) — повіт в префектурі Сайтама, Японія.